# Cal Tort d'Alós
Casa el Tort d'Alós és una casa amb elements barrocs d'Alós d'Isil, al municipi d'Alt Àneu (Pallars Sobirà) inclosa a l'Inventari del Patrimoni Arquitectònic de Catalunya. Va ser la casa pairal de la poderosa familia Arnalot fins a l'any 1946.

## Descripció
Mansió de considerables dimensions, integrada per diversos cossos; els dos de principals formen un angle i estan constituïts per planta baixa i dos pisos alts a més d'un tercer pis de golfes sota una coberta inclinada de llicorella a dues vessants. Al braç llarg de l'angle, a la façana Est, s'obren la porta principal i finestres a la planta baixa i finestres balconeres o balcons en els dos pisos alts. A l'altra ala ocupen les dues plantes galeries vidrades altes, orientades a migdia, i a peu pla s'obren dos portals, un de gran a l'estable, i un de petit i amb un ull de bou el que comunica amb la capella, dedicada al Nen Jesús de Praga. Altres annexes de la casa es troben adossats o al voltant d'aquests dos cossos principals.

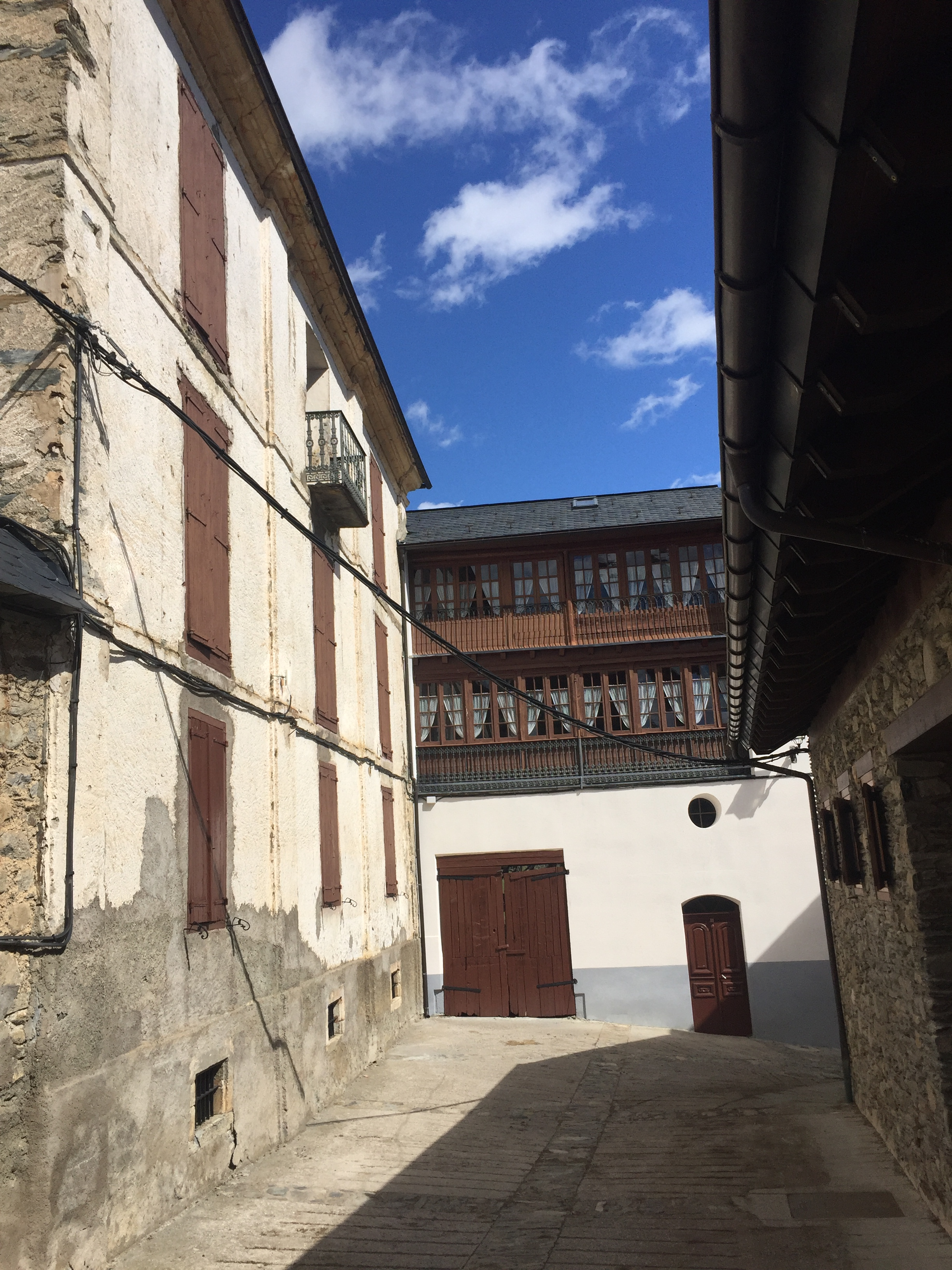
Vista lateral amb la capella particular de la casa.

## Història
Casa del Tort d'Alós, avui Casa Pixeu, fou el casal d'una dinastia de grans ramaders, els Arnalot. Les seves propietats eren les més nombroses no sols de les valls d’Àneu, sinó del país. Les seves terres s’estenien pertot arreu, a Alós, a Isil, a Isavarre, a Escaló, a la Guingueta, a les salines de Gerri, a Sorpe, a Sort, etc. Els seus ramats pasturaven per tot el Pallars, i no els calia sortir mai de la seva propietat.
Mossèn Cinto diu que els Arnalot van ser els mercaders de bestiar més rics de Catalunya.